# Карези, Дженни
Дженни Карези (греч. Τζένη Καρέζη; настоящее имя — Евгения Карпузи; 12 января 1932 — 27 июля 1992) — греческая актриса театра и кино.

## Биография
Евгения Карпузи родилась в Афинах 12 января 1932 года (в некоторых источниках указывается 1932 или 1936 год). Её отец был математиком, а мать школьной учительницей. Евгения посещала частную французскую школу в Салониках, а затем в Афинах. Она выучила французский свободно. Когда она была подростком, отец оставил семью, и она осталась жить с матерью.
В 1951 году она была принята в Греческий Национальный театр, где училась в театральной школе. Среди её учителей были драматург Ангелос Терзакис и режиссёр Димитрис Ронтирис. После окончания театральной школы в 1954 году, она сразу же стала играть в театре главные роли вместе с такими актёрами как Алексис Минотис и Катина Паксино.
Её сценический дебют состоялся в театре Марики Котопули во французской комедии La belle Heléne, с Мелиной Меркури и Василиссом Диамантополосом. В 1955 году Карези дебютировала кино в комедии Алекоса Сакеллариоса, Laterna, ftoheia kai filotimo, большой успех имело также продолжение этого фильма, Laterna, ftoheia kai garyfallo, вышедшее в 1957 году.
Ее карьера была на пике в 1960-х годах, когда она в 1961 году она возглавила свою собственную театральную труппу и снялся в некоторых фильмах, причисляемых теперь к классике греческого кинематографа: Лола (1964), Моя безумная… безумная семья (1965), Дженни-Дженни (1966), и Концерт для пулемёта (1967). Самым большим её успехом стал фильм Красные фонари (1963), который был номинирован на премию «Оскар» за лучший фильм на иностранном языке.
Ее последним фильмом стала Лисистрата (1972). В течение следующего десятилетия, она выступать в качестве продюсера и актрисы в таких классических театральных произведениях как Кто боится Вирджинии Вульф?, Медеи и Электра. Она появилась в последний раз на сцене театра в 1990 году в пьесе Лулы Анагностаки Алмазы и блюз. Затем она вынуждена была покинуть сцену из-за рака молочной железы.
Дженни Карези умерла 27 июля 1992 года от рака в своем доме. Проститься с ней пришли тысячи людей. Похоронили Дженни Карези на Первом афинском кладбище.

## Личная жизнь
В начале 1960-х годов Карези вышла замуж за журналиста Захоса Хадзифотиу, но этот брак закончился разводом спустя два года. В 1967 году, во время съёмок Концерта для пулемёта, она познакомилась с Костасом Казакосом, в браке с которым у неё родился сын Константинос.